# Boronia squamipetala
Boronia squamipetala är en vinruteväxtart som beskrevs av M. F. Duretto. Boronia squamipetala ingår i släktet Boronia och familjen vinruteväxter. Inga underarter finns listade i Catalogue of Life.